# Hammam Wasil
Hammam Wasil (arab. حمام واصل) – miasto w Syrii, w muhafazie Tartus. W 2004 roku liczyło 1801 mieszkańców.